# Sinuiju
Sinuiju (en coreà: 신의주시) és una ciutat de Corea del Nord. Sinuiju és la capital de la província de Pyongan del Nord. Part de la ciutat està inclosa a la Regió Administrativa Especial de Sinŭiju, que es va establir el 2002 per experimentar amb la introducció d'una economia de mercat.
La zona econòmica especial de Sinuiju va ser establerta per llei el dia 12 de setembre de l'any 2003. El seu règim econòmic és capitalista a imitació de les noves zones econòmiques de la Xina. La seva bandera i el seu escut van ser adoptats l'1 d'octubre de l'any 2003. La seva bandera és d'una proporció 2:3, de color blau cel, amb una flor de lotus blanca. En l'emblema, apareix una flor de lotus i el nom del país (República Democràtica Popular de Corea) en la part superior. El nom de la ciutat està escrit en la part inferior. Hi ha una indústria de fabricació de cosmètics en la ciutat.